# ليل عبادة
ليل عبادة (مواليد 3 أكتوبر 2001) هو لاعب كرة قدم إسرائيلي يلعب في مركز الجناح في نادي سلتيك.

## وصلات خارجية
- ليال عباجا على موقع الاتحاد الأوربي (الإنجليزية)
- ليال عباجا على موقع الدوري الأمريكي (الإنجليزية)
- ليال عباجا على موقع إي إس بي إن إف سي (الإنجليزية)
- ليال عباجا على موقع قاعدة بيانات كرة القدم.إي يو (الإنجليزية)
- ليال عباجا على موقع ناشيونال فوتبول تيمز (الإنجليزية)
- ليال عباجا على موقع Soccerbase.com (لاعب) (الإنجليزية)
- ليال عباجا على موقع Soccerway.com (الإنجليزية)
- ليال عباجا على موقع عالم كرة القدم.نت (الإنجليزية)